# Erica turneri
Erica turneri är en ljungväxtart som beskrevs av Edward George Hudson Oliver. Erica turneri ingår i släktet klockljungssläktet, och familjen ljungväxter. Inga underarter finns listade i Catalogue of Life.